# Prefectura de Sjirat-Temara

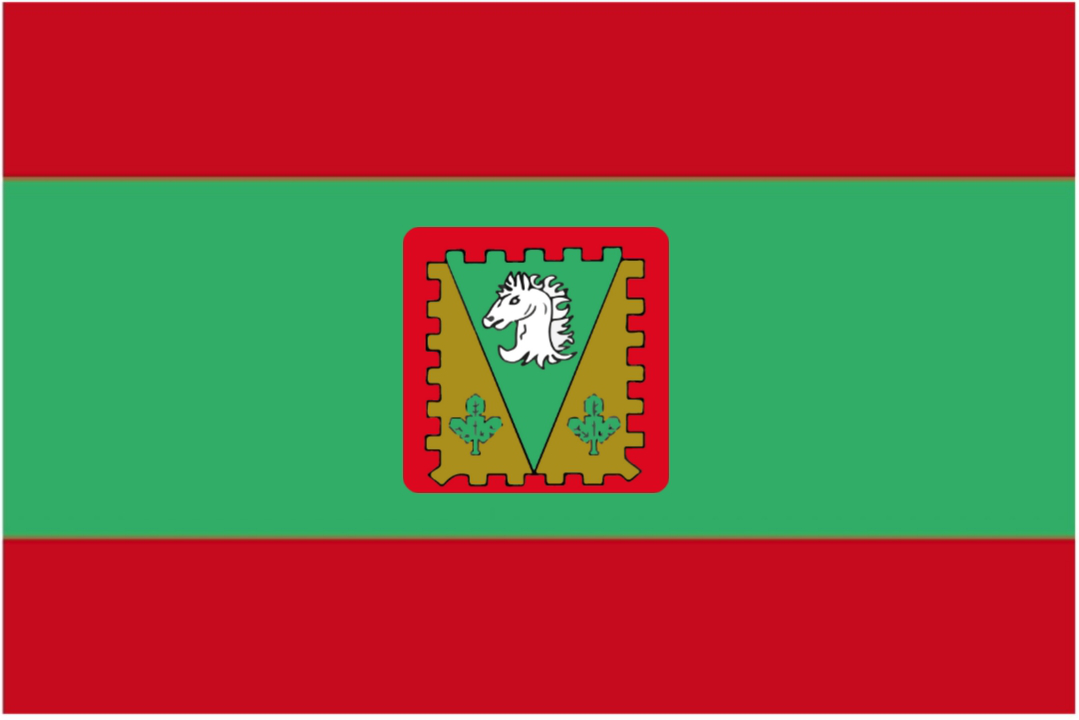
Zaer

La prefectura de Sjirat-Temara es una de las prefecturas de Marruecos, parte de la región Rabat-Salé-Kenitra. Tiene una superficie de 463 km² y 393 262 habitantes censados en 2004. 

## División administrativa
La prefectura de Sjirat-Temara consta de 4 municipios y 6 comunas:

### Municipios
- Aïn El Aouda
- Harhoura
- Sjirat
- Temara

### Comunas
- Aïn Attig
- El Menzeh
- Mers Al Kheïr
- Oumazza
- Sabbah
- Sidi Yahya Zaër